# Eurybia albiseriata
Eurybia albiseriata är en fjärilsart som beskrevs av Gustav Weymer 1890. Eurybia albiseriata ingår i släktet Eurybia och familjen Riodinidae. Inga underarter finns listade i Catalogue of Life.